# Magliano Romano
Magliano Romano er en italiensk by (og kommune) i regionen Lazio i Italien, med omkring 1.389(2023) indbyggere. 